# Via d'arrampicata

Via d'arrampicata sulla parete est del Corno Grande (Gran Sasso d'Italia)

Con il termine via d'arrampicata si intende un percorso su roccia, in montagna o in falesia (ad es. una parete), composto da uno o più tiri di corda (ovvero la distanza tra due soste, punti di ancoraggio sicuri) su cui viene praticata l'arrampicata.  Con via alpinistica invece si intende solitamente un itinerario in ambiente montano che, per essere percorso, necessita di conoscenze relative sia alle tecniche di progressione sia alle attrezzature di tipo alpinistico da utilizzare (es. via ferrata), mentre in ambito escursionistico si parla comunemente di sentiero o mulattiera che al contrario non necessitano tipicamente di conoscenze e tecniche di progressione su roccia.

## Descrizione

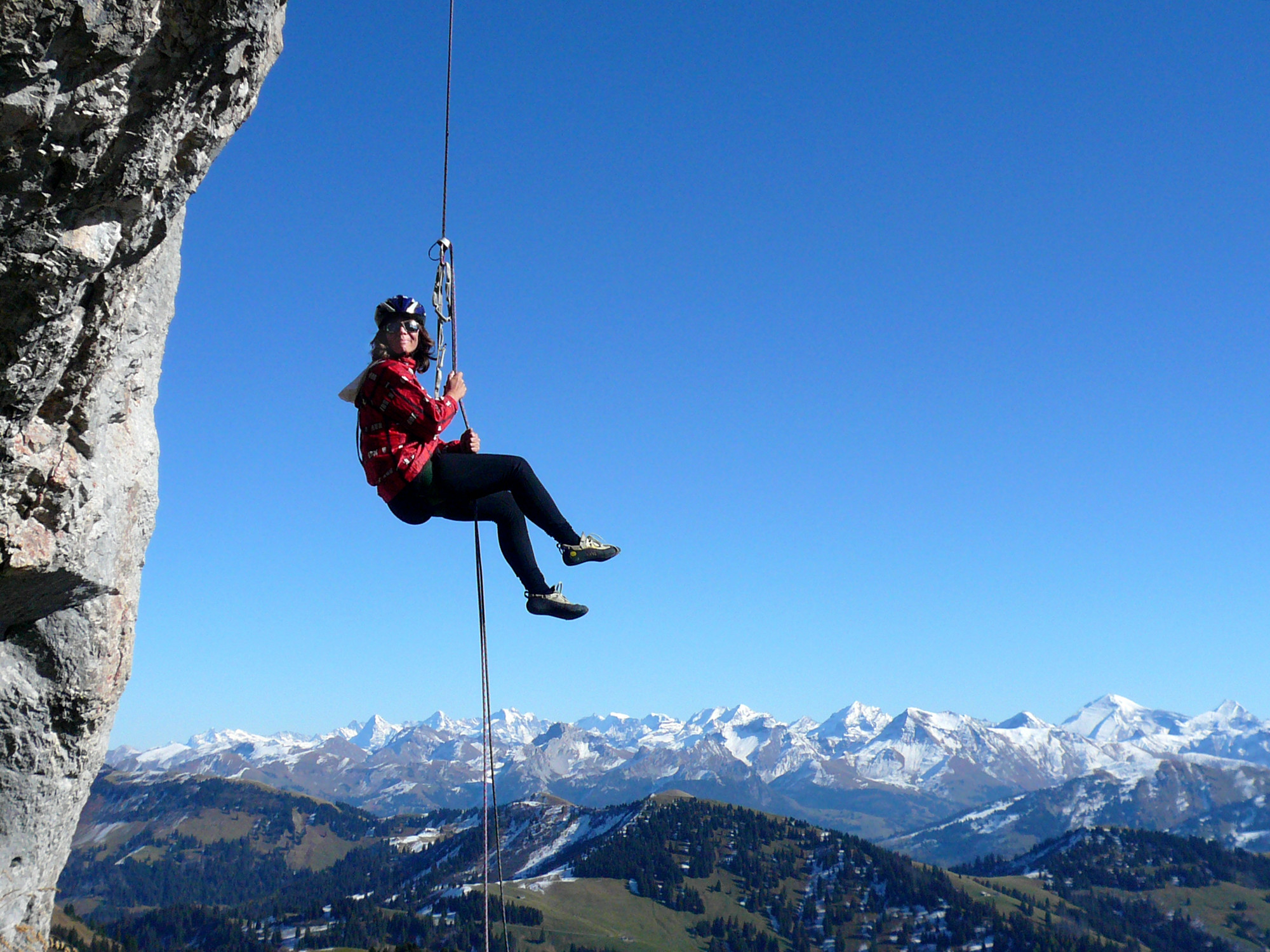
Discesa in corda doppia

La tecnica e lo stile con cui l'ascesa viene affrontata, definiscono il tipo di via: nel caso di un solo tiro si parla di via d'arrampicata su monotiro; quando invece ci sono più tiri di corda si parla di via lunga o di via di più tiri. Una via di arrampicata perfettamente tracciata e attrezzata di cavi in acciaio, staffe ed altri ancoraggi fissi (es. scalette o passerelle in legno, funi di corda, ecc...) è dunque nota come via ferrata. 
In caso di vie lunghe d'arrampicata o via alpinistiche si dovranno avere corde di lunghezza adeguata per andare da una sosta all'altra. Se la scalata prevede una discesa in corda doppia la corda dovrà essere lunga a sufficienza anche per questo scopo. Nel caso una corda non sia sufficiente si porta in dotazione nello zaino una seconda corda (che verrà giuntata alla prima per mezzo di un nodo) o si utilizzano contemporaneamente due corde di minor diametro, nelle tipologie mezze corde e corde gemellari.

### Difficoltà di un monotiro

Esempio di descrizione del grado di difficoltà di una via lunga d'arrampicata tramite una relazione

Il grado di difficoltà di un monotiro è dato diversi fattori:
- difficoltà dei passaggi più difficili;
- lunghezza della via;
- continuità: ossia se la via non scende mai al di sotto di una certa difficoltà;
- numero e qualità dei riposi, che influenzano le capacità di recupero dell'arrampicatore.

### Difficoltà di una via di più tiri
Viene dato un grado di difficoltà sia ai singoli tiri (come per i monotiri) sia alla via nella sua interezza:
- difficoltà massima: equivalente al grado dato al tiro più difficile;
- difficoltà obbligatoria: la difficoltà massima nei passaggi lontani dai chiodi o dagli spit;
- difficoltà complessiva: espressa nella scala francese (D, TD, ED, ecc.) dà una idea della difficoltà generale.[2]